# Xã Blue, Quận Jackson, Missouri
Xã Blue (tiếng Anh: Blue Township) là một xã thuộc quận Jackson, tiểu bang Missouri, Hoa Kỳ. Năm 2010, dân số của xã này là 160.322 người.